# Молодёжная (станция метро, Минск)
«Молодёжная» (бел. Маладзёжная) — станция Автозаводской линии Минского метрополитена. Открыта 3 июля 1995 года в составе второго участка Автозаводской линии, который включал две станции. Расположена между станциями «Пушкинская» и «Фрунзенская».

## Конструкция
Молодёжная — станция односводчатого типа. Архитектурно-художественное решение станции отвечает её функции и решено в строгих лаконичных формах. Конструктивное решение станции – сборный железобетонный свод. Основным элементом, формирующим интерьер перронного зала, являются жёсткие световоды, которые выполняют функцию архитектурного освещения, информационного дизайна и зонирования пространства. 
Над лестничным и эскалаторным спусками со стороны вестибюлей расположены художественно-тематические панно, выполненные в смальте. В отделке использован мрамор, серый гранит и алюминий.

## Выходы
Выходы из станции ведут к Кальварийской улице и на 1-й Загородный переулок. Рядом с «Молодёжной» проходит линия Молодеченского направления Белорусской железной дороги и расположена станция  Минск-Северный. Выход с платформы в направлении железнодорожной станции был закрыт, эскалаторы, ведущие к нему, остановлены.
Осенью 2011 года строительство второго выхода к станции Минск-Северный было завершено. Весной 2012 года открыт выход на платформу. В 2015 открыт переход к торговому центру «Корона».
За станцией в сторону «Фрунзенской» построен съезд на Зеленолужскую линию метро.

## Галерея

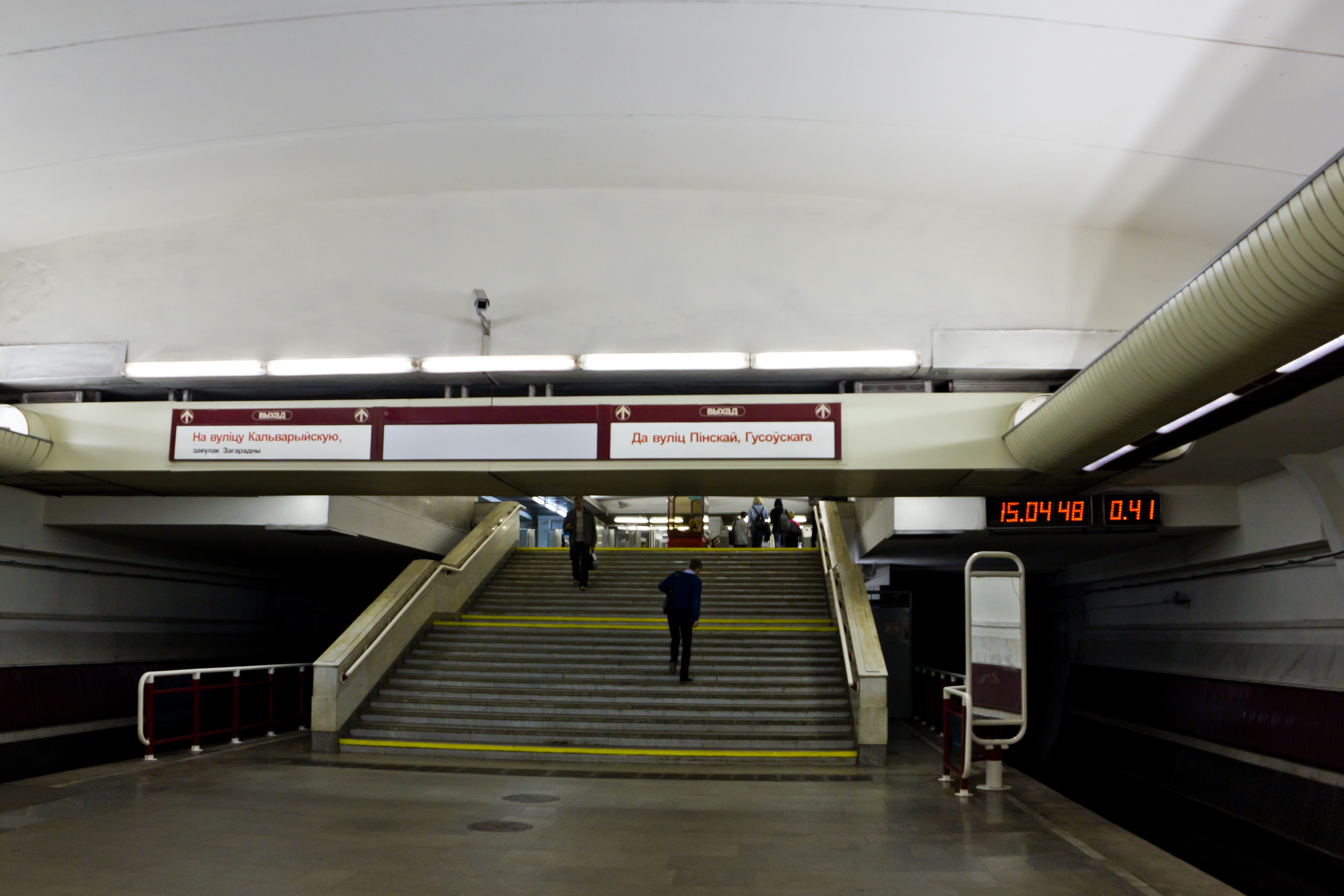
Западный выход
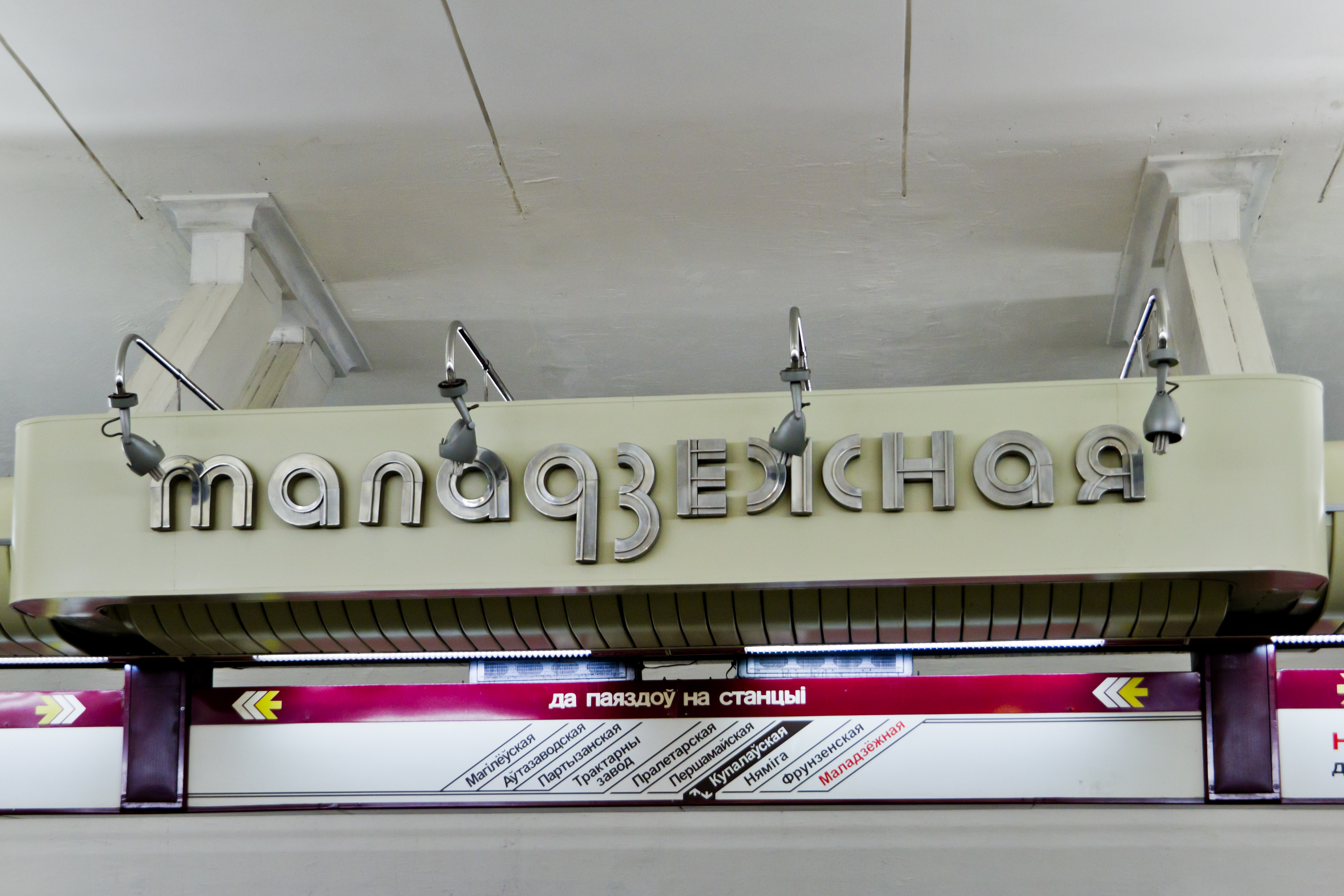
Название станции
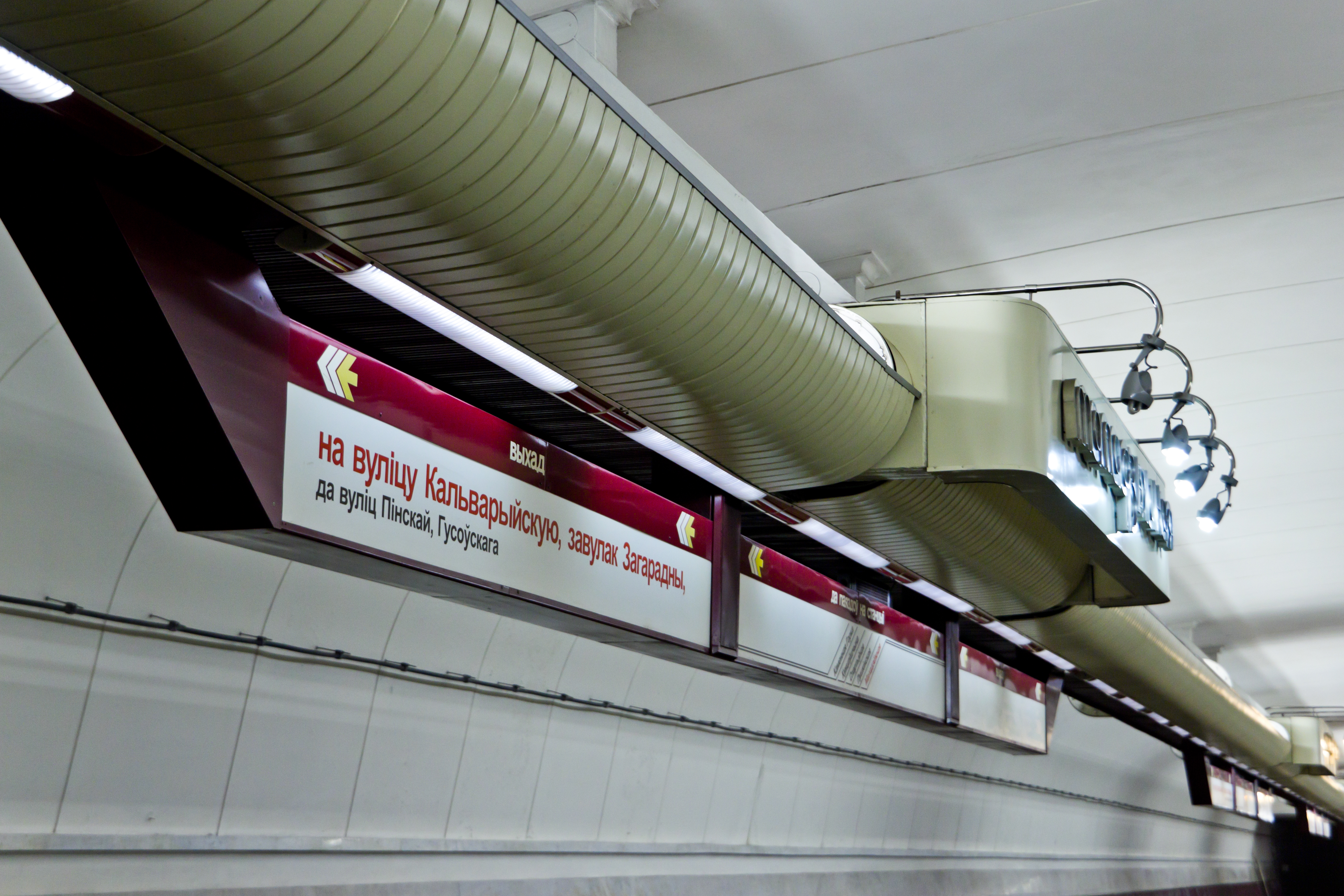
Инфографика